# IC 4772
IC 4772 — галактика типу C (компактна галактика) у сузір'ї Ліра.
Цей об'єкт міститься в оригінальній редакції індексного каталогу.